# Nușfalău
Nușfalău là một xã thuộc hạt Sălaj, România. Dân số thời điểm năm 2002 là 5554 người.